# Zouhri
Un Zouhri est, dans le folklore arabo-berbère d'Afrique du Nord au Maghreb, un individu possédant des caractéristiques physiques et spirituelles définies. Selon la chiromancie, la plupart des humains possèdent deux lignes parallèles dans la paume de leur main, la ligne de tête (raison) et la ligne de cœur (sentiments), mais dans la paume des Zouhris, ces deux lignes se rejoignent, de sorte qu'on ne puisse plus distinguer s'il s'agit de la ligne de tête ou de la ligne de cœur, ce qui en fait autant une ligne de cœur, qu'une ligne de tête. 
Cela signifierait que ces personnes ont une nature qui suit tous ses désirs sans limites, c'est pour cela qu'il seraient aimés des djinns, car ils préfèrent pêcher que de ne pas suivre ce qu'ils aiment, et cela conduit les djinns à se servir d'eux comme tentation pour les gens, qu'ils en soient conscient ou pas.
Les djinns sont, dans la croyance arabo-musulmane, des esprits de feu qui circulent dans les corps humains pour les inspirer et les influencer. Il peuvent être musulmans, chrétiens, ou juifs, et guider vers l'adoration de Dieu, ou mécréant et inciter à renier l'adoration de Dieu, voire même aller contre l'adoration de Dieu.

Au Maroc et en Algérie, de nombreux enfants possédants ces caractéristiques ont été enlevés et tués par des soi-disant sorciers à cause de ces croyances folkloriques,, sans découvrir ni trésor, ni richesse.

En arabe maghrébin, le mot "Zouhri" (زهري) vient de "Zhar (زهر)" et qui signifie "Chance" en arabe, ce qui ne seraient pas vraiment de la chance, mais une faveur des djinns, attribuée à tort à la chance. Ces croyances ne sont pas reconnues par la plupart des Berbères et des Arabes d'Afrique du nord, et restent des croyances légendaires, issues du folklore arabo-berbère.

## Caractéristiques
- La ligne du Zouhri : une des deux mains ou les deux mains possédant une ligne horizontale traversant toute la paume de la main (ligne simienne) au lieu de deux. Dans les croyances comme la chiromancie, ces deux lignes sont nommées la ligne de tête et la ligne de cœur. Quand ces deux lignes se rejoignent pour former une même ligne, cela se nomme la ligne simienne. Le terme "Simien" vient de "Simia" qui signifie "Singe" en latin. Cette ligne est qualifiée autant de ligne de cœur que de ligne de tête. Selon la chiromancie, ces individus seraient dotés d'une intelligence exceptionnelle et d'une grande capacité d'amour et de haine. Ils pensent avec le cœur et la raison de manière égale.
La plupart des gens suivent la raison (lois, règles, etc...) en dépit du cœur, mais eux, ils suivent tous leurs désirs, en dépit des lois et des règles[3].
- Une tache au fond de l'Iris.
- Deux yeux de couleurs différentes.
- Une ligne verticale traversant la langue.
- Cheveux Blond [4]

Toutes ces caractéristiques doivent être réunies pour définir un individu de Zouhri.

## Rituels
Selon Ahmed Amlik, professeur d'histoire à l'Université Cadi Ayyad de Marrakech, les gens avaient autrefois tendance à enterrer leurs objets de valeur personnels ou familiaux dans des endroits cachés dans les forêts ou dans des puits profonds, généralement en période de troubles et de guerre civile. On pense que les enfants Zuhri possèdent des capacités psychiques ou une connexion avec le monde des djinns, qui peuvent aider à trouver les trésors cachés enfouis à ces endroits, et sont donc utilisés comme des « détecteurs de trésors magiques ». Le rituel de recherche du trésor peut impliquer la récitation de versets du Coran, ainsi que verser le sang de l'enfant zuhri. Le zuhri peut également aider à transporter le trésor, car on pense qu'il est moins susceptible d'être puni par les djins pour avoir volé ce qu'il possède. Le rituel peut se terminer par le sacrifice de l'enfant et le versement de son sang sur le trésor, pour apaiser la colère des djins. Dans certains cas, l'enfant est simplement abandonné entre la vie et la mort,,,,,,.